# Île Padiote
L’île Padiote est un îlot de Nouvelle-Calédonie appartenant administrativement à Tiabet.